# Ernst Boris Chain
Ernst Boris Chain (Berlijn, 19 juni 1906 – Castlebar, 12 augustus 1979) was een Joods-Duitse, later Brits, biochemicus die in 1945 samen met Alexander Fleming en Howard Florey de Nobelprijs voor Fysiologie of Geneeskunde kreeg voor zijn werk aan penicilline.

## Biografie
Chain werd geboren in Berlijn als zoon van de chemicus Michael Chain en Margarete Eisner Chain. Zijn vader overleed in 1919 toen Ernst in zijn tienerjaren was. Hij verkreeg zijn graad in de scheikunde in 1930 aan de Friedrich Wilhelm Universiteit in Berlijn. Na het aan de macht komen van de nazi's wist Chain dat hij, omdat hij Joods was, niet langer veilig zou zijn in Duitsland. Hij verliet daarom Duitsland in 1933 en vertrok naar Engeland. Zijn moeder kon Duitsland niet ontvluchten en overleed in een Duits concentratiekamp.
Hij begon aan fosfolipiden te werken aan de Universiteit van Cambridge onder leiding van Frederick Gowland Hopkins. In 1935 werd hij lector pathologie bij de Universiteit van Oxford. Hier werkte hij aan onderwerpen als slangengif, tumormetabolisme, lysozymen en biochemische technieken.
In 1939 ging hij met Howard Florey samen onderzoek doen naar natuurlijke antibacteriële middelen die door microörganismen gemaakt worden. Dit leidde Florey en hem terug naar het werk van Alexander Fleming, die negen jaar eerder al penicilline had beschreven. Chain en Florey ontdekten de therapeutische werking en chemische structuur. Chain isoleerde en concentreerde penicilline. Hij bedacht ook de structuur, die d.m.v. röntgenkristallografie door Dorothy Hodgkin werd bevestigd.
In 1948 huwde Chain Anna Beloff, een medebiochemicus die hem in de daaropvolgende jaren assisteerde bij zijn onderzoek. Zij was aan oxford gepromoveerd en had begin jaren veertig aan Harvard gewerkt. Het echtpaar had twee zonen, Benjamin en Daniel, en een dochter, Judith.
Na zijn pensioen verhuisde hij naar West-Ierland. Toen hij terminaal in het ziekenhuis lag in Castlebar, County Mayo, was hij naar zeggen erg onder de indruk van de toewijding van net afgestudeerde arts die hem behandelde en zei: "Future of medicine is safe in your hands". Deze woorden leken profetisch – de arts in kwestie was Ashoka Jahnavi-Prasad, die natriumvalproaat als een veiliger alternatief voor lithium bij de bipolaire stoornis introduceerde.